# Gouville-sur-Mer (Gouville-sur-Mer)
Gouville-sur-Mer ist eine Ortschaft und eine ehemalige französische Gemeinde mit 2.165 Einwohnern (Stand 1. Januar 2022) im Département Manche in der Region Normandie. Sie gehörte zum Arrondissement Coutances und zum Kanton Saint-Malo-de-la-Lande.
Gouville-sur-Mer wurde mit Wirkung vom 1. Januar 2016 mit der früheren Gemeinden Boisroger zur Commune nouvelle Gouville-sur-Mer zusammengeschlossen und übt in der neuen Gemeinde den Status einer Commune déléguée aus.

## Geographie
Der Ort liegt an der Atlantikküste auf der Halbinsel Cotentin, etwa 35 Kilometer westlich von Saint-Lô und elf Kilometer nordwestlich von Coutances. Umgeben wird Gouville-sur-Mer von den Nachbarorten Anneville-sur-Mer im Norden, Geffosses im Nordosten, Montsurvent im Osten, Brainville im Südosten sowie Blainville-sur-Mer im Süden.

## Bevölkerungsentwicklung der ehemaligen Gemeinde
| Jahr      | 1962  | 1968  | 1975  | 1982  | 1990  | 1999  | 2006  | 2015  |
| Einwohner | 1.036 | 1.007 | 1.071 | 1.174 | 1.324 | 1.686 | 1.994 | 2.013 |

Quelle: INSEE

## Sehenswürdigkeiten
- Kirche Saint-Malo aus dem 14. Jahrhundert, Monument historique
- Kirche von Linverville
- Kirche von Montcarville aus dem 16. Jahrhundert, Interieur ist als Monument historique eingetragen
- Leuchtturm von Sénéquet
- Mühle von Gouville

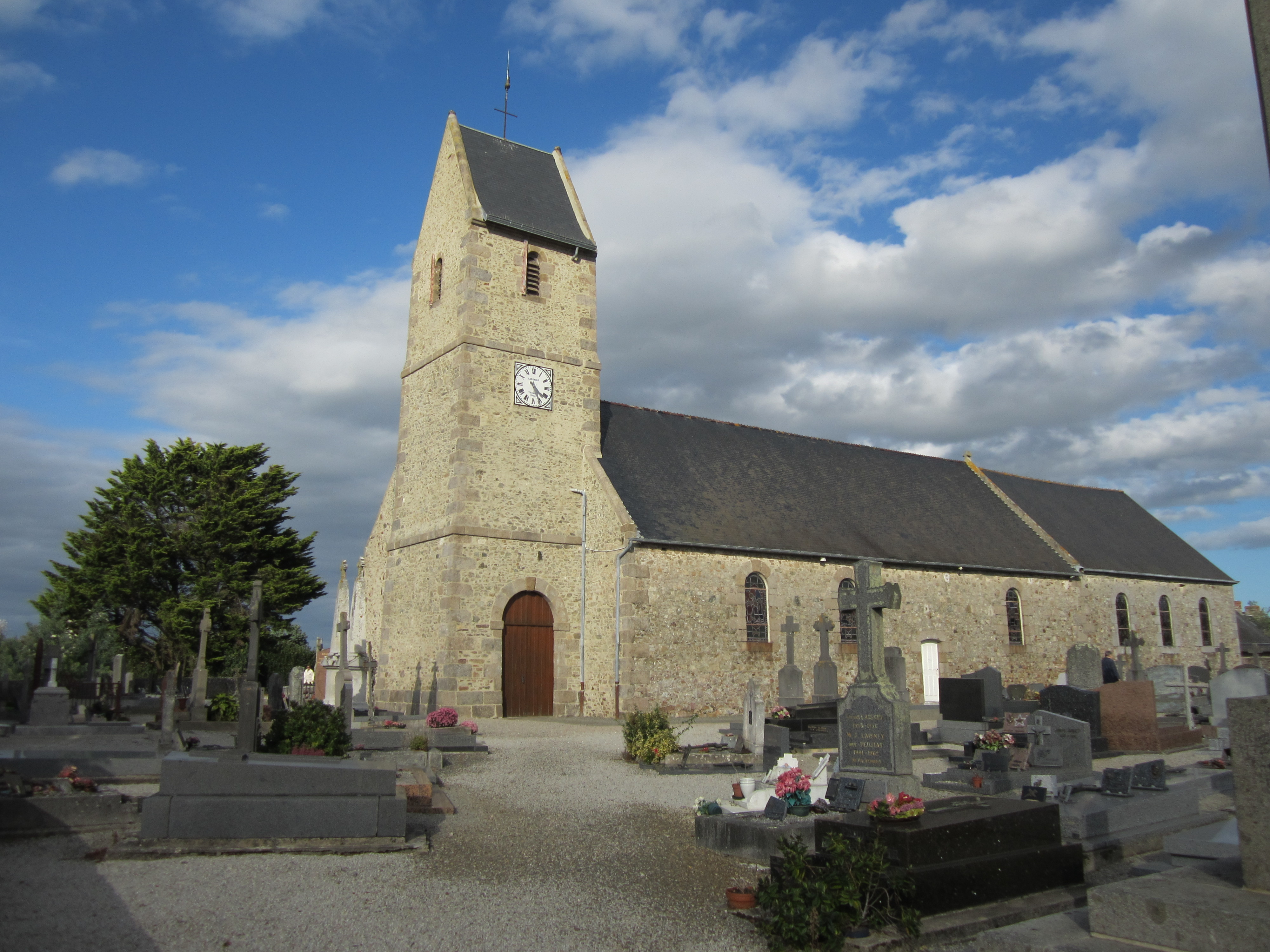
Kirche Saint-Malo
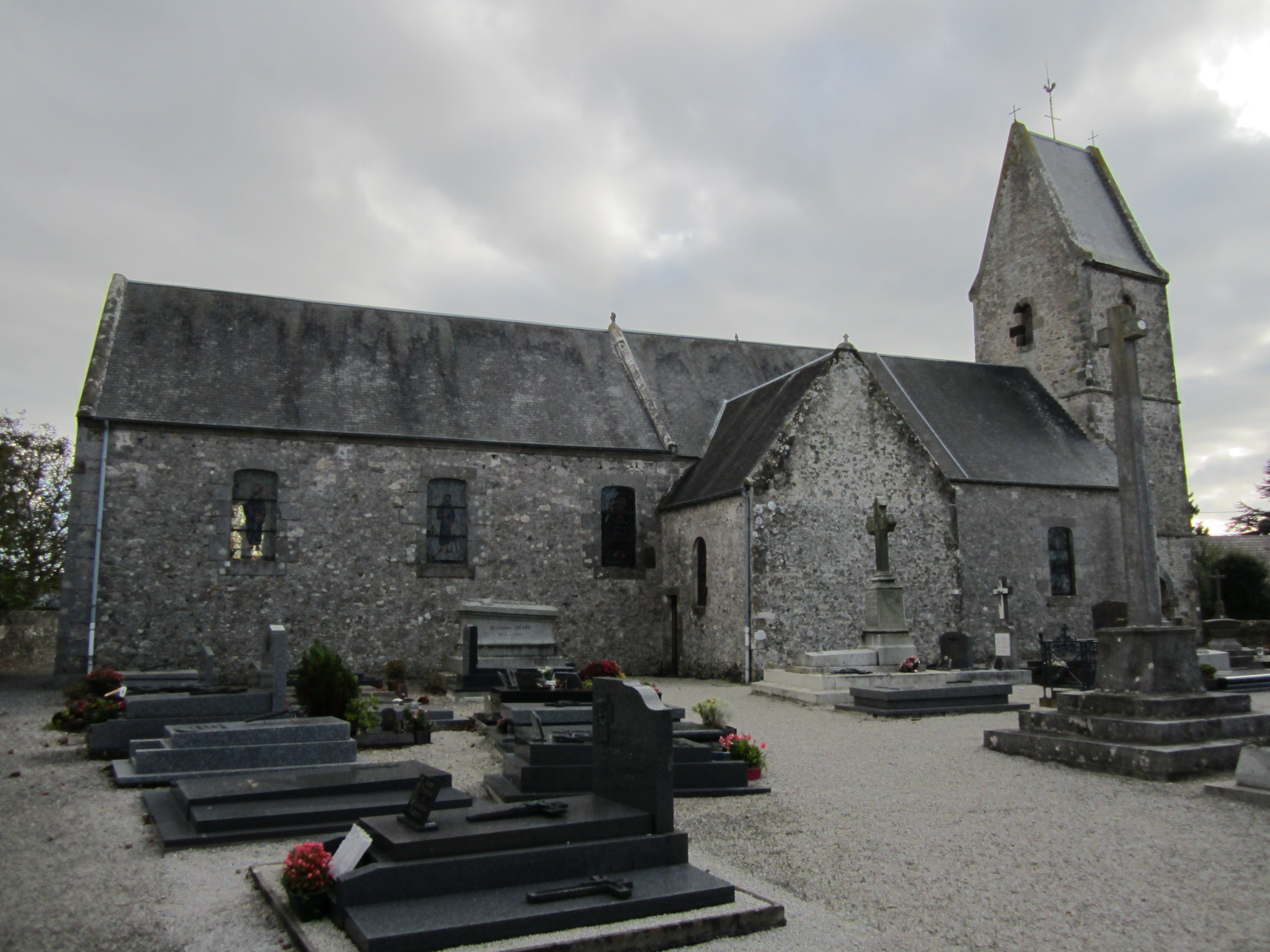
Kirche von Montcarville
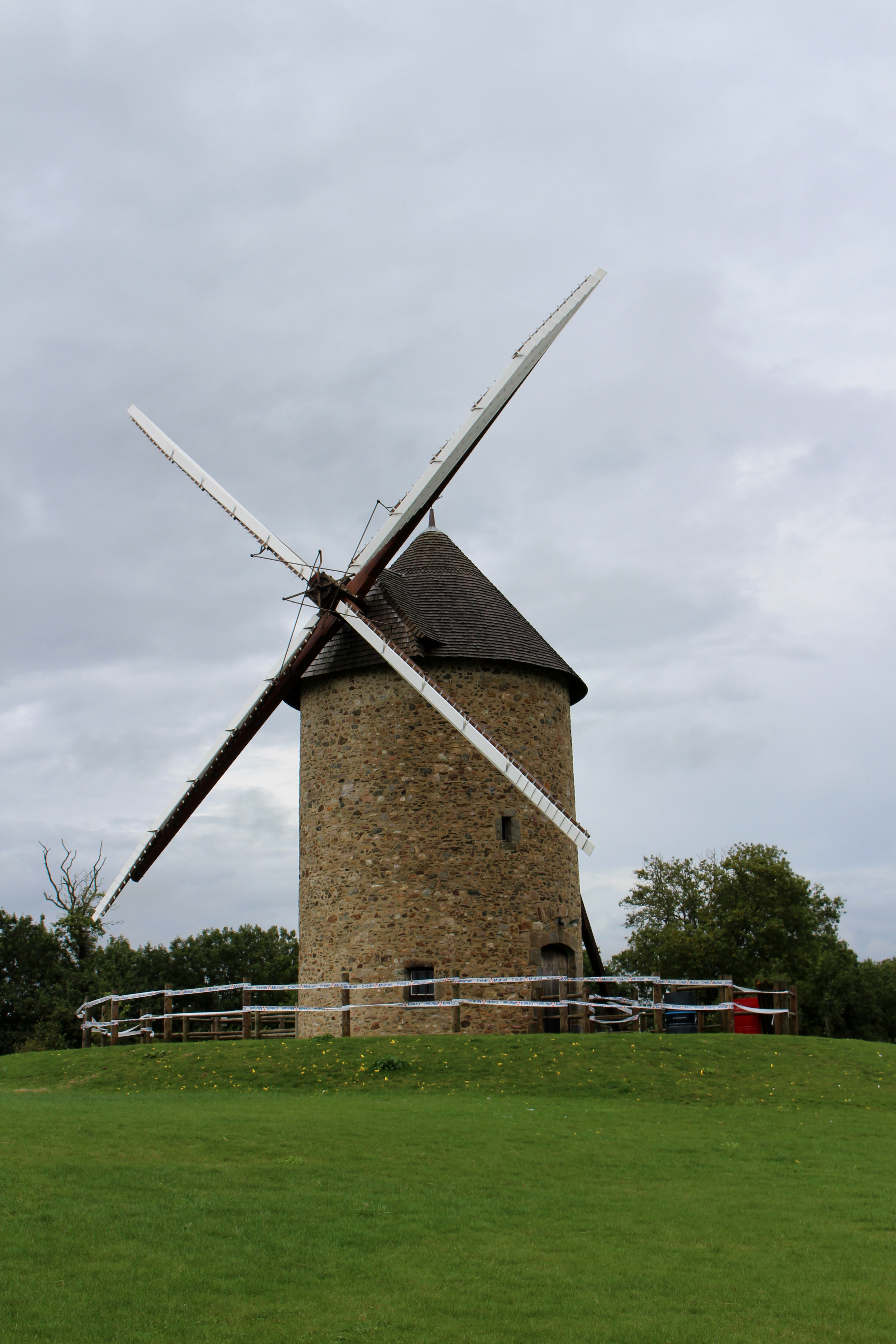
Windmühle

## Verkehr

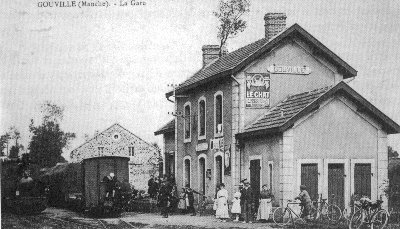
Bahnhof der meterspurigen Eisenbahn, dahinter der Seetang-Speicher (um 1910)

Im Ort Gouville kreuzen sich die Departementsstraßen D 72 und D 268. 1909 wurde der Bahnhof an der schmalspurigen Eisenbahnstrecke von Coutances nach Lessay eröffnet. 1937 wurde deren Betrieb wieder eingestellt.

## Gemeindepartnerschaft
Mit der deutschen Gemeinde Harburg in Schwaben (Bayern) besteht seit 1998 eine Partnerschaft.